# Kristy McNichol
Kristy McNichol est une actrice et chanteuse américaine, née le 11 septembre 1962 à Los Angeles en Californie.

## Biographie
Le père de Kristy McNichol, James McNichol, est un ouvrier d'origine écossaise ; sa mère Carolyn McNichol Lucas, est une actrice et devient sa manager. Elle a deux frères Jimmy et Thomas McNichol. Ses parents divorcent quand elle a deux ans.
Dès l'âge de six ans McNichol participe à des films publicitaires et en 1973 elle fait ses débuts à la télévision dans la série Love, American Style. Elle devient célèbre à l'échelle internationale en 1976 avec le rôle de Buddy Lawrence dans la série télévisée Family, qu'elle tient jusqu'en 1980. Elle apparaît pour la première fois au cinéma en 1978 dans le film Suicidez-moi docteur (The End) au côté de Burt Reynolds. Elle a beaucoup de succès dans le film Les Petites Chéries (Little Darlings) avec Tatum O'Neal, Matt Dillon et Cynthia Nixon et avec son rôle dans Cœur de pirate (1982) avec Christopher Atkins.
Pendant le tournage en France du film Une fille à aimer (1984) réalisé par Édouard Molinaro et où elle tient le rôle principal, Kristy McNichol fait une dépression nerveuse due à la pression subie et suit une psychothérapie. Après cet épisode, ses apparitions à la télé se font plus rares. Elle met un terme à sa carrière d'actrice en 1998, et enseigne depuis les études théâtrales dans une université privée. Kristy McNichol est ouvertement lesbienne.

## Filmographie

### Cinéma
- 1977 : Black Sunday de John Frankenheimer – scène coupée au montage
- 1978 : Suicidez-moi docteur (The End) de Burt Reynolds – Julie Lawson
- 1980 : Les Petites Chéries (Little Darlings) de Ronald F. Maxwell – Angel
- 1981 : Accroche-toi Nashville (The Night the Lights Went Out in Georgia) de Ronald F. Maxwell – Amanda Child
- 1981 : Only When I Laugh de Glenn Jordan – Polly
- 1982 : Dressé pour tuer (White Dog) de Samuel Fuller – Julie Sawyer
- 1982 : Cœur de pirate (The pirate movie) de Ken Annakin – Mabel
- 1984 : Une fille à aimer (Just the Way You Are) d'Édouard Molinaro – Susan Berlanger
- 1986 : Dream Lover d'Alan J. Pakula – Kathy Gardner
- 1988 : You Can't Hurry Love de Richard Martini – Rhonda
- 1988 : À fleur de peau (Two Moon Junction) de Zalman King – Patti Jean
- 1989 : The Forgotten One de Phillip Badger – Barbara Stupple
- 2012 : Call to Action to Mayor Bloomberg: Sodas & Soap Operas de Dr. Leigh-Davis (court métrage) – elle-même

### Télévision
1976: « Starsky et Hutch : La petite fille perdue » de Earl Bellamy épisode 13/saison 2, elle joue le rôle de Molly Edwards
1977: « Starsky et Hutch : Le piège » de Earl Bellamy épisode 16/saison 3, elle joue le rôle de Joey Carston

### Téléfilms
- 1977 : The Love Boat II de Hy Averback – Linda Morley
- 1978 : Like Mom, Like Me de Michael Pressman – Jennifer Gruen
- 1978 : Summer of My German Soldier de Michael Tuchner – Patty Bergen
- 1979 : My Old Man de John Erman – Jo Butler
- 1980 : Blinded by the Light de John A. Alonzo – Janet Bowers
- 1985 : Love, Mary de Robert Day – Mary Groda-Lewis
- 1986 : Prisonnières des Japonais (Women of Valor) de Buzz Kulik – T.J. Nolan
- 1990 : Les Enfants de la mariée (Children of the Bride) de Jonathan Sanger (en) – Mary
- 1991 : Baby of the Bride de Bill Bixby – Mary
- 1993 : Mother of the Bride de Charles Correll – Mary

### Séries télévisées
- 1973 : Love, American Style – Steffi
- 1974-1975 : Apple's Way – Rachel / Patricia Apple (16 épisodes)
- 1974-1976 : Run, Joe, Run – Judy (2 épisodes)
- 1975-1977 : ABC Afterschool Specials – Jenna McPhail / Nina Beckwith / Carlie Higgins (3 épisodes)
- 1976 : Sara – Grandpa's Girl
- 1976 : Super Jaimie (The Bionic Woman) – Amanda Cory
- 1976-1978 : Starsky et Hutch (Starsky & Hutch) – Meg-Molly Edwards / Joey Carston (2 épisodes)
- 1976-1980 : Family – Letitia 'Buddy' Lawrence (86 épisodes)
- 1977 : La croisière s'amuse (The Love Boat) – Kelly Rixie
- 1988 : Arabesque (Murder, She Wrote) – Jill Morton
- 1988-1995 : La Maison en folie (Empty Nest) – Barbara Weston (100 épisodes)
- 1991-1992 : Les Craquantes (The Golden Girls) – Barbara Weston (2 épisodes)
- 1997 : Extrême Ghostbusters (Extreme Ghostbusters) – Girl in Sub (voix)
- 1998 : Invasion America – Angie Romar (13 épisodes)